# Lista över fornlämningar i Kristianstads kommun (Degeberga)
Lista över fornlämningar i Kristianstads kommun (Degeberga) är en förteckning av ett urval av de fornlämningar som finns i Degeberga i Kristianstads kommun.
| Namn                                       | Lämningstyp                 | Tillkomsttid | Historisk indelning | Plats | Läge                 | ID-nr          | Bild                                 |
| ------------------------------------------ | --------------------------- | ------------ | ------------------- | ----- | -------------------- | -------------- | ------------------------------------ |
| Degeberga 1:1                              | Hög                         |              | Degeberga, Skåne    |       | 55.792685, 14.123241 | 10103400010001 | Ladda upp en bild av detta fornminne |
| Degeberga 6:1                              | Hög                         |              | Degeberga, Skåne    |       | 55.818105, 14.098699 | 10103400060001 | Ladda upp en bild av detta fornminne |
| Degeberga 11:1                             | Grav markerad av sten/block |              | Degeberga, Skåne    |       | 55.820748, 14.051925 | 10103400110001 | Ladda upp en bild av detta fornminne |
| Stora Rör (Domarringen) (Degeberga 12:1)   | Stensättning                |              | Degeberga, Skåne    |       | 55.812432, 14.103937 | 10103400120001 | Ladda upp en bild av detta fornminne |
| Höge stenar, Tingsstället (Degeberga 13:1) | Gravfält                    |              | Degeberga, Skåne    |       | 55.841099, 14.088261 | 10103400130001 | Ladda upp en bild av detta fornminne |
| Thors hög (Degeberga 15:1)                 | Hög                         |              | Degeberga, Skåne    |       | 55.844986, 14.094388 | 10103400150001 | Ladda upp en bild av detta fornminne |
| Degeberga 16:1                             | Grav markerad av sten/block |              | Degeberga, Skåne    |       | 55.849085, 14.094855 | 10103400160001 | Ladda upp en bild av detta fornminne |
| Degeberga 35:1                             | Hällristning                |              | Degeberga, Skåne    |       | 55.808802, 14.111477 | 10103400350001 | Ladda upp en bild av detta fornminne |
| Degeberga 48:1                             | Stensättning                |              | Degeberga, Skåne    |       | 55.844919, 14.074502 | 10103400480001 | Ladda upp en bild av detta fornminne |
| Degeberga 52:1                             | Grav- och boplatsområde     |              | Degeberga, Skåne    |       | 55.839919, 14.081147 | 10103400520001 | Ladda upp en bild av detta fornminne |
| Degeberga 56:1                             | Stensättning                |              | Degeberga, Skåne    |       | 55.833159, 14.073316 | 10103400560001 | Ladda upp en bild av detta fornminne |
| Degeberga 58:1                             | Hög                         |              | Degeberga, Skåne    |       | 55.832353, 14.061033 | 10103400580001 | Ladda upp en bild av detta fornminne |
| Degeberga 58:2                             | Stensättning                |              | Degeberga, Skåne    |       | 55.832345, 14.061544 | 10103400580002 | Ladda upp en bild av detta fornminne |
| Degeberga 61:1                             | Hög                         |              | Degeberga, Skåne    |       | 55.829862, 14.075098 | 10103400610001 | Ladda upp en bild av detta fornminne |
| Degeberga 62:1                             | Stensättning                |              | Degeberga, Skåne    |       | 55.829139, 14.071416 | 10103400620001 | Ladda upp en bild av detta fornminne |
| Degeberga 76:1                             | Stensättning                |              | Degeberga, Skåne    |       | 55.844173, 14.041983 | 10103400760001 | Ladda upp en bild av detta fornminne |
| Degeberga 82:1                             | Stensättning                |              | Degeberga, Skåne    |       | 55.816287, 14.030777 | 10103400820001 | Ladda upp en bild av detta fornminne |
| Degeberga 88:1                             | Gravfält                    |              | Degeberga, Skåne    |       | 55.818505, 14.071249 | 10103400880001 | Ladda upp en bild av detta fornminne |
| Degeberga 89:1                             | Hög                         |              | Degeberga, Skåne    |       | 55.816846, 14.069962 | 10103400890001 | Ladda upp en bild av detta fornminne |
| Degeberga 91:1                             | Stensättning                |              | Degeberga, Skåne    |       | 55.814378, 14.045225 | 10103400910001 | Ladda upp en bild av detta fornminne |
| Degeberga 94:1                             | Stensättning                |              | Degeberga, Skåne    |       | 55.805901, 14.054841 | 10103400940001 | Ladda upp en bild av detta fornminne |
| Degeberga 96:1                             | Stensättning                |              | Degeberga, Skåne    |       | 55.807359, 14.060687 | 10103400960001 | Ladda upp en bild av detta fornminne |
| Degeberga 98:1                             | Röse                        |              | Degeberga, Skåne    |       | 55.804796, 14.062699 | 10103400980001 | Ladda upp en bild av detta fornminne |
| Degeberga 98:2                             | Stensättning                |              | Degeberga, Skåne    |       | 55.804843, 14.062365 | 10103400980002 | Ladda upp en bild av detta fornminne |
| Degeberga 98:3                             | Stensättning                |              | Degeberga, Skåne    |       | 55.804708, 14.062395 | 10103400980003 | Ladda upp en bild av detta fornminne |
| Degeberga 99:1                             | Stensättning                |              | Degeberga, Skåne    |       | 55.804689, 14.056255 | 10103400990001 | Ladda upp en bild av detta fornminne |
| Degeberga 100:1                            | Stensättning                |              | Degeberga, Skåne    |       | 55.803767, 14.055649 | 10103401000001 | Ladda upp en bild av detta fornminne |
| Degeberga 101:1                            | Stensättning                |              | Degeberga, Skåne    |       | 55.802917, 14.055044 | 10103401010001 | Ladda upp en bild av detta fornminne |
| Degeberga 103:1                            | Stensättning                |              | Degeberga, Skåne    |       | 55.801273, 14.058284 | 10103401030001 | Ladda upp en bild av detta fornminne |
| Degeberga 109:1                            | Stensättning                |              | Degeberga, Skåne    |       | 55.812487, 14.084208 | 10103401090001 | Ladda upp en bild av detta fornminne |
| Degeberga 129:1                            | Röse                        |              | Degeberga, Skåne    |       | 55.803112, 14.074438 | 10103401290001 | Ladda upp en bild av detta fornminne |
| Degeberga 131:1                            | Stensättning                |              | Degeberga, Skåne    |       | 55.818750, 14.100530 | 10103401310001 | Ladda upp en bild av detta fornminne |
| Degeberga 132:1                            | Stensättning                |              | Degeberga, Skåne    |       | 55.803969, 14.096539 | 10103401320001 | Ladda upp en bild av detta fornminne |
| Degeberga 132:2                            | Stensättning                |              | Degeberga, Skåne    |       | 55.804040, 14.096668 | 10103401320002 | Ladda upp en bild av detta fornminne |
| Degeberga 132:3                            | Stensättning                |              | Degeberga, Skåne    |       | 55.803983, 14.097321 | 10103401320003 | Ladda upp en bild av detta fornminne |
| Degeberga 132:4                            | Stensättning                |              | Degeberga, Skåne    |       | 55.803853, 14.096441 | 10103401320004 | Ladda upp en bild av detta fornminne |
| Degeberga 136:1                            | Gravfält                    |              | Degeberga, Skåne    |       | 55.820690, 14.081408 | 10103401360001 | Ladda upp en bild av detta fornminne |
| Degeberga 137:1                            | Stensättning                |              | Degeberga, Skåne    |       | 55.821675, 14.082230 | 10103401370001 | Ladda upp en bild av detta fornminne |
| Degeberga 137:2                            | Stensättning                |              | Degeberga, Skåne    |       | 55.821756, 14.081790 | 10103401370002 | Ladda upp en bild av detta fornminne |
| Degeberga 137:3                            | Stensättning                |              | Degeberga, Skåne    |       | 55.821878, 14.082097 | 10103401370003 | Ladda upp en bild av detta fornminne |
| Degeberga 138:1                            | Stensättning                |              | Degeberga, Skåne    |       | 55.820894, 14.082999 | 10103401380001 | Ladda upp en bild av detta fornminne |